# Distretto di Xuanhua
Il distretto di Xuanhua (宣化区S, Xuānhuà QūP) è un distretto della Cina, situato nella provincia di Hebei e amministrato dalla prefettura di Zhangjiakou.